# Til Schweiger
Tilman Valentin „Til” Schweiger (Freiburg im Breisgau, 1963. december 19. –) német színész, filmrendező, szövegkönyvíró és producer. 
Az 1990-es, 2000-es évek több sikeres német filmjének alkotója. A nemzetközi hírű német filmsztárok egyike.

## Élete és pályafutása
Til két testvérével együtt Giessenben nőtt fel. Tanárnak készült, de tanulmányait félbeszakította. Orvosi egyetemi tanulmányait sem fejezte be.
1986-ban elkezdett egy színművészeti tanulmányt a Schauspielschule des Kölner Theaters Der Keller teátrális iskolájában, melyet 1989-ben végzett el. Ezután több kölni és bonni társulatnál játszik.
1995-ben vette feleségül Dana Carlson amerikai modellt, 2005 óta külön élnek. Négy gyerekük született: Valentin Florian, Luna Marie, Lilli Camille és Emma.
Schweiger karrierje szó szerint a színpad mellett kezdődött: szinkronszínészként, Jo Zenkerként szerepelt a Lindenstrasse-ban. Első filmjében, az 1991-es kultikus, Manta, Manta-ban Bertie-t játszotta, és ezzel befutott.
Producerként A mennyország kapujában (Knockin' on Heaven's Door) (1997) című akció-vígjátékban debütált.
Egyik alapító tagja a Német Filmakadémiának (Deutsche Filmakademie).
Tulajdonosa a berlini székhelyű Barefoot Films filmgyártó cégnek.

## Filmográfia

### Film
Filmrendező, forgatókönyvíró és producer
| Év   | Magyar cím                                                | Eredeti cím                                                | Feladatkör | Feladatkör | Feladatkör | Megjegyzések            |
| Év   | Magyar cím                                                | Eredeti cím                                                | Rendező    | Író        | Producer   | Megjegyzések            |
| ---- | --------------------------------------------------------- | ---------------------------------------------------------- | ---------- | ---------- | ---------- | ----------------------- |
| 1997 | A mennyország kapujában                                   | Knockin' On Heaven's Door                                  | Nem        | Igen       | Igen       |                         |
| 1998 | A jegesmedve                                              | Der Eisbär                                                 | Igen       | Nem        | Koproducer |                         |
| 2000 |                                                           | Jetzt oder nie - Zeit ist Geld                             | Nem        | Nem        | Igen       |                         |
| 2001 |                                                           | Auf Herz und Nieren                                        | Igen       | Nem        | Igen       | vágó                    |
| 2004 |                                                           | Erbsen auf halb 6                                          | Nem        | Nem        | Koproducer |                         |
| 2005 | Mezítlábas szerelem                                       | Barfuss                                                    | Igen       | Igen       | Igen       | vágó                    |
| 2006 | Zsákutca                                                  | One Way                                                    | Nem        | Nem        | Igen       |                         |
| 2007 | A fülenincs nyúl                                          | Keinohrhasen                                               | Igen       | Igen       | Igen       |                         |
| 2008 | 1 és 1/2 lovag – Az elbűvölő Herzelinde hercegnő nyomában | 1½ Ritter – Auf der Suche nach der hinreißenden Herzelinde | Igen       | Nem        | Igen       |                         |
| 2009 | A fülenincs nyúl 2.                                       | Zweiohrküken'                                              | Igen       | Igen       | Igen       |                         |
| 2009 |                                                           | Phantomschmerz                                             | Nem        | Nem        | Koproducer |                         |
| 2009 | A sivatag virága                                          | Desert Flower                                              | Nem        | Nem        | Koproducer |                         |
| 2011 | Kislány a küszöbön                                        | Kokowääh                                                   | Igen       | Igen       | Igen       |                         |
| 2012 | Őrangyal                                                  | Schutzengel                                                | Igen       | Igen       | Igen       |                         |
| 2013 | Kislány a küszöbön 2.                                     | Kokowääh 2                                                 | Igen       | Igen       | Igen       | vágó                    |
| 2013 |                                                           | Grossstadtklein                                            | Nem        | Nem        | Igen       |                         |
| 2013 | Fülenincs nyúl és a kétfülű csibe                         | Keinohrhase und Zweiohrküken                               | Igen       | Igen       | Igen       |                         |
| 2014 | Nem az én napom                                           | Nicht mein Tag                                             | Nem        | Nem        | Koproducer |                         |
| 2014 |                                                           | Honig im Kopf                                              | Igen       | Igen       | Igen       |                         |
| 2015 |                                                           | Halbe Brüder                                               | Nem        | Nem        | Koproducer |                         |
| 2016 |                                                           | Unsere Zeit ist jetzt                                      | Nem        | Nem        | Igen       |                         |
| 2017 |                                                           | Rückkehr nach Montauk                                      | Nem        | Nem        | Koproducer |                         |
| 2017 |                                                           | Conni und Co 2 - Das Geheimnis des T-Rex                   | Igen       | Nem        | Igen       |                         |
| 2018 | Boldogság befőtt                                          | Vielmachglas                                               | Nem        | Nem        | Koproducer |                         |
| 2018 |                                                           | Klassentreffen 1.0                                         | Igen       | Igen       | Igen       |                         |
| 2018 | Felejthetetlen utazás                                     | Head Full of Honey                                         | Igen       | Igen       | Igen       | Honig im Kopf remake-je |
| 2019 | Berlin, szeretlek                                         | Berlin, I Love You                                         | Igen       | Nem        | Nem        |                         |
| 2020 |                                                           | Die Hochzeit                                               | Igen       | Igen       | Nem        |                         |
| 2020 |                                                           | Schweinsteiger Memories: Von Anfang bis Legende            | Nem        | Nem        | Igen       |                         |
| 2021 |                                                           | Die Rettung der uns bekannten Welt                         | Igen       | Igen       | Nem        |                         |
| 2022 |                                                           | Lieber Kurt                                                | Igen       | Igen       | Igen       |                         |
| 2023 |                                                           | Manta, Manta - Zwoter Teil                                 | Igen       | Igen       | Koproducer | vágó                    |

Filmszínész
| Év   | Magyar cím                                                | Eredeti cím                                                | Szerep                  | Magyar hang            |
| ---- | --------------------------------------------------------- | ---------------------------------------------------------- | ----------------------- | ---------------------- |
| 1991 | Opel Manta                                                | Manta, Manta                                               | Bertie                  | Holl Nándor            |
| 1993 |                                                           | Ebbies Bluff                                               | Rudy                    |                        |
| 1994 | Mindenki másképp kívánja                                  | Der bewegte Mann                                           | Axel Feldheim           | Epres Attila           |
| 1995 | Rossz posztók                                             | Bunte Hunde                                                | Pepe Brenner            |                        |
| 1996 | Börtöntöltelékek                                          | Männerpension                                              | Steinbock               | Stohl András           |
| 1996 | A szupernő                                                | Das Superweib                                              | Hajo Heiermann          |                        |
| 1997 | A mennyország kapujában                                   | Knockin' On Heaven's Door                                  | Martin Brest            | Stohl András           |
| 1997 | Herkules                                                  | Hercules                                                   | Hercules (német hangja) | Hevér Gábor            |
| 1997 | Brute                                                     | Bandyta                                                    | Brute                   | Stohl András           |
| 1998 | Gyilkosok gyilkosa                                        | The Replacement Killers                                    | Ryker                   | nem szólal meg         |
| 1998 | Az áruló csókja                                           | Judas Kiss                                                 | Ruben Rubenbauer        | Zalán János            |
| 1998 |                                                           | SLC Punk!                                                  | Mark                    |                        |
| 1998 | A jegesmedve                                              | Der Eisbär                                                 | Leo                     |                        |
| 1999 |                                                           | Der große Bagarozy                                         | Stanislaus Nagy         |                        |
| 2000 |                                                           | Magicians                                                  | Max                     |                        |
| 2001 | Felpörgetve                                               | Driven                                                     | Beau Brandenburg        | Rékasi Károly          |
| 2001 | Felpörgetve                                               | Driven                                                     | Beau Brandenburg        | Stohl András           |
| 2001 | Szexuális mélyfúrások                                     | Investigating Sex                                          | Monty                   | Bozsó Péter            |
| 2001 | Tűz esetén                                                | Was tun, wenn's brennt?                                    | Tim                     |                        |
| 2003 | Lara Croft: Tomb Raider 2. – Az élet bölcsője             | Lara Croft: Tomb Raider – The Cradle of Life               | Sean                    |                        |
| 2004 | Az ellenség karmaiban                                     | In Enemy Hands                                             | Jonas Herdt kapitány    | Czvetkó Sándor         |
| 2004 | Arthur király                                             | King Arthur                                                | Cynric                  | Király Attila          |
| 2004 | A zűrhajó                                                 | Traumschiff Surprise – Periode 1                           | Rock Fertig Aus         | Viczián Ottó           |
| 2004 | Lucky Luke és a Daltonok                                  | Les Dalton                                                 | Lucky Luke              | Selmeczi Roland        |
| 2005 | Mezítlábas szerelem                                       | Barfuss                                                    | Nick Keller             | Stohl András           |
| 2005 | Tök alsó 2. – Európai turné                               | Deuce Bigalow: European Gigolo                             | Heinz Húskell           | Barabás Kiss Zoltán    |
| 2006 |                                                           | Bye Bye Harry!                                             | Gantcho                 |                        |
| 2006 | Zsákutca                                                  | One Way                                                    | Eddie Schneider         | Viczián Ottó           |
| 2006 | Zsákutca                                                  | One Way                                                    | Eddie Schneider         | Damu Roland            |
| 2006 | Hol van Fred?                                             | Wo ist Fred?                                               | Fred Krüppers           | Stohl András           |
| 2007 | A fegyver két végén                                       | Body Armour                                                | John Ridley             | Stohl András           |
| 2007 | A fülenincs nyúl                                          | Keinohrhasen                                               | Ludo Decker             | Stohl András           |
| 2007 | Halálos kelepce                                           | Already Dead                                               | A férfi                 | Epres Attila           |
| 2008 | A vörös báró                                              | Der rote Baron                                             | Werner Voss             | Stohl András           |
| 2008 | Far Cry                                                   | Far Cry                                                    | Jack Carver             |                        |
| 2008 | 1 és 1/2 lovag – Az elbűvölő Herzelinde hercegnő nyomában | 1½ Ritter – Auf der Suche nach der hinreißenden Herzelinde | Ritter Lanze            | Stohl András           |
| 2009 |                                                           | Phantomschmerz                                             | Marc                    |                        |
| 2009 | Becstelen brigantyk                                       | Inglourious Basterds                                       | Hugo Stiglitz őrmester  | Stohl András           |
| 2009 | Férfiszívek                                               | Männerherzen                                               | Jerome Ades             |                        |
| 2009 | A fülenincs nyúl 2.                                       | Zweiohrküken                                               | Ludo Decker             | Hevér Gábor            |
| 2009 | A fülenincs nyúl 2.                                       | Zweiohrküken                                               | Ludo Decker             | Horváth-Töreki Gergely |
| 2011 | Kislány a küszöbön                                        | Kokowääh                                                   | Henry                   | László Zsolt           |
| 2011 | A három testőr                                            | The Three Musketeers                                       | Cagliostro              | Czvetkó Sándor         |
| 2011 | Férfiszívek 2.                                            | Männerherzen… und die ganz ganz große Liebe                | Jerome                  | Stohl András           |
| 2011 | Szilveszter éjjel                                         | New Year's Eve                                             | James Schwab            | Simon Kornél           |
| 2012 | Kémes hármas                                              | This Means War                                             | Heinrich                | Epres Attila           |
| 2012 | A futár                                                   | The Courier                                                | Lispy                   | Stohl András           |
| 2012 | Őrangyal                                                  | Schutzengel                                                | Max                     | Stohl András           |
| 2013 | Halálos szerelem                                          | The Necessary Death of Charlie Countryman                  | Darko                   | Stohl András           |
| 2013 | Kislány a küszöbön 2.                                     | Kokowääh 2                                                 | Henry                   | László Zsolt           |
| 2013 | Fülenincs nyúl és a kétfülű csibe                         | Keinohrhase und Zweiohrküken                               | Fülenincs nyúl (hangja) | Kerekes József         |
| 2014 | Muppet-krimi: Körözés alatt                               | Muppets Most Wanted                                        | német rendőr            |                        |
| 2014 |                                                           | Honig im Kopf                                              | Niko Rosenbach          |                        |
| 2016 | Négyen a bank ellen                                       | Vier gegen die Bank                                        | Chris                   | Stohl András           |
| 2017 | Atomszőke                                                 | Atomic Blonde                                              | órásmester              |                        |
| 2018 |                                                           | Klassentreffen 1.0                                         | Thomas                  |                        |
| 2018 | Felejthetetlen utazás                                     | Head Full of Honey                                         | londoni pincér          |                        |
| 2020 |                                                           | Die Hochzeit                                               | Thomas                  |                        |
| 2022 | Középkori hadvezér                                        | Medieval                                                   | Rosenberg               | Stohl András           |
| 2023 |                                                           | Manta, Manta - Zwoter Teil                                 | Bertie                  |                        |
| 2024 | A piszkos hadviselés minisztériuma                        | The Ministry of Ungentlemanly Warfare                      | Heinrich Luhr           | Stohl András           |

### Televízió
| Év        | Magyar cím                       | Eredeti cím                     | Szerep         | Megjegyzések                               |
| --------- | -------------------------------- | ------------------------------- | -------------- | ------------------------------------------ |
| 1989–1992 |                                  | Lindenstraße                    | Jo Zenker      | 37 epizód                                  |
| 1994–1996 | A felügyelőnő                    | Die Kommissarin                 | Nick Siegel    | 26 epizód                                  |
| 1996      | Adrenalin                        | Adrenalin                       | Stefan Renner  | - tévéfilm - magyar hangja: - Stohl András |
| 1996      | A kis Rosemarie                  | Das Mädchen Rosemarie           | Nadler         | tévéfilm                                   |
| 1996      | Huligánok                        | Die Halbstarken                 | Freddy         | - tévéfilm - magyar hangja: - Csőre Gábor  |
| 2002      | Joe és Max                       | Joe and Max                     | Max Schmeling  | tévéfilm                                   |
| 2013–2020 | Tetthely                         | Tatort                          | Nick Tschiller | - 6 epizód - magyar hangja: - Széles Tamás |
| 2022      | Tökéletes Hang: Bumper Berlinben | Pitch Perfect: Bumper in Berlin | házigazda      | 1 epizód                                   |